# Maksim Gaspari
Maksim Gaspari, slovenski slikar, * 26. januar 1883, Selšček nad Cerknico, † 14. november 1980, Ljubljana.
Rodil se je kot Maksimilijan Gabriel Gaspari očetu Jakobu, ki je bil furlanskega rodu in materi Jani (rojena Švigelj).
Gaspari je študiral slikarstvo na Akademiji za likovno umetnost na Dunaju pri profesorju Rudolfu Bacherju. Okoli 1950 je mdr. izoblikoval podobo slovenskega Dedka Mraza. Za svoje delo je leta 1953 prejel Prešernovo nagrado. Ilustriral je knjigo Slovenske narodne pravljice.
Od leta 1972 je bil redni član SAZU.
Ob 130. letnici rojstva so mu v rojstni vasi postavili doprsni kip, tamkajšnje hišne številke pa so oblikovane po njegovih slikah.
Njegov najmlajši brat je bil Tone Gaspari, sin pa arhitekt Oton Gaspari.